# Шалгаков (Орловский район)
Шалгаков — хутор в Орловском районе Ростовской области.
Входит в состав Донского сельского поселения.

## География
На хуторе имеются две улицы — Мира и Солнечная.

## Население
| 2010 |
| ---- |
| 138  |